# Martín Landaluce
Martín Landaluce (ur. 8 stycznia 2006 w Madrycie) – hiszpański tenisista.

## Kariera tenisowa
W 2022 zadebiutował w cyklu ATP Challenger Tour. W tym samym roku, startując w rozgrywkach juniorów, zwyciężył w US Open w grze pojedynczej chłopców. W finałowym meczu pokonał Belga Gilles-Arnauda Bailly.
W 2022 roku, dzięki dzikim kartom, zagrał pierwsze mecze w cyklu ATP Tour podczas Gijón Open 2022. W turnieju gry pojedynczej przegrał w pierwszej rundzie z Tommym Paulem, który był rozstawiony z numerem piątym. W turnieju gry podwójnej, grając w parze z Alejandro Davidovichem Fokiną, także odpadł w pierwszej rundzie.
27 lutego 2023 został liderem juniorskiego rankingu ITF.
W 2023 ponownie otrzymał dzikie karty, tym razem na turniej kategorii ATP Tour Masters 1000 Madrid Open, w którym w grze pojedynczej ponownie odpadł w pierwszej rundzie po porażce z Richardem Gasquetem. W turnieju deblowym zagrał w parze z Roberto Carballésem Baeną, osiągając drugą rundę.
W rankingu gry pojedynczej najwyżej był na 855. miejscu (22 maja 2023), a w zestawieniu gry podwójnej na 543. pozycji (22 maja 2023).

### Finały juniorskich turniejów wielkoszlemowych

#### Gra pojedyncza (1–0)
| Końcowy wynik | Nr | Data             | Turniej            | Nawierzchnia | Przeciwnik           | Wynik finału     |
| ------------- | -- | ---------------- | ------------------ | ------------ | -------------------- | ---------------- |
| Zwycięzca     | 1. | 10 września 2022 | US Open, Nowy Jork | Twarda       | Gilles-Arnaud Bailly | 7:6(3), 5:7, 6:2 |